# Kei Marumo
Kei Marumo –en japonés, 丸茂 圭衣, Marumo Kei– (Minoh, 6 de marzo de 1992) es una deportista japonesa que compite en natación sincronizada.
Participó en los Juegos Olímpicos de Río de Janeiro 2016, obteniendo una medalla de bronce en la prueba de equipo. Ganó cinco medallas de bronce en el Campeonato Mundial de Natación, en los años 2015 y 2017.

## Palmarés internacional
| Juegos Olímpicos   | Juegos Olímpicos        | Juegos Olímpicos  | Juegos Olímpicos  |
| Año                | Lugar                   | Medalla           | Prueba            |
| ------------------ | ----------------------- | ----------------- | ----------------- |
| 2016               | Río de Janeiro (Brasil) | Medalla de bronce | Equipo            |
| Campeonato Mundial |                         |                   |                   |
| Año                | Lugar                   | Medalla           | Prueba            |
| 2015               | Kazán (Rusia)           | Medalla de bronce | Equipo técnico    |
| 2015               | Kazán (Rusia)           | Medalla de bronce | Equipo libre      |
| 2015               | Kazán (Rusia)           | Medalla de bronce | Combinación libre |
| 2017               | Budapest (Hungría)      | Medalla de bronce | Equipo técnico    |
| 2017               | Budapest (Hungría)      | Medalla de bronce | Combinación libre |